# Транспорт в Черногории
Транспорт в Черногории подразделяется на воздушный, железнодорожный, автодорожный и морской.

## Водный транспорт
Крупнейший порт страны — Бар, способен принимать до 5 млн тонн груза. Оттуда ходят паромы в итальянские Бари и Анкону. 

Другие порты — Котор, Рисан, Тиват и Зеленика (Которский залив).
Единственной судоходной рекой является Тара, используемая туристами для сплавления.

## Автодорожный транспорт

Автодороги Черногории: автотрассы, действующие магистральные дороги и региональные дороги

Общая протяжённость дорог составляет 5277 км, из них 1729 км асфальтированных.
Типы дорог Черногории:
- Автотрассы — в настоящее время ведётся строительство всего одной автотрассы — Трасса Белград — Бар (Белград-Бар автомагистраль) соединит черногорский порт Бар и столицу Сербии Белград (165 км; стоимость контрактных работ составляет 809 млн евро; строительство началось в 2012 году со стороны Сербии, 11 мая 2015 со стороны Черногории; строительство ведут китайские China Road and Bridge Group[англ.] и China Poly Group Corporation[англ.] при финансовой поддержке Exim Bank of China)[1][2][3][4][5]; её часть — автотрасса Бар — Боляре[англ.] (участок от Матешево, около Колашина, до Смоковаца, около Подгорицы)[6][7]. 
 Планируется строительство второй автотрассы, черногорского участка Адриатико-Ионической автотрассы[англ.].

- Магистральные дороги соединяют крупные города или экономические регионы. Большая часть магистральных дорог Черногории относится к европейским маршрутам, обозначается в регионе буквой M с номером. Обычно это асфальтированные однополосные двухсторонние дороги часто с дополнительной полосой. Максимальная скорость движения составляет до 80 км/ч благодаря радиусу поворота, ширина полосы составляет до 3 м.

- Региональные дороги — дороги между центрами регионов, соединения с другими региональными дорогами, магистральными дорогами или дорогами других стран. Обычно асфальтированные, но ширина полосы и радиусы поворота меньше, чем у магистральных дорог; отсюда и максимальная скорость ниже. Обозначаются в регионах буквой R с номером.
- Местные дороги — дороги между деревнями. Качество варьируется в зависимости от местности: существуют как откровенно грязные и неровные дороги, так и более-менее качественные, схожие с региональными.

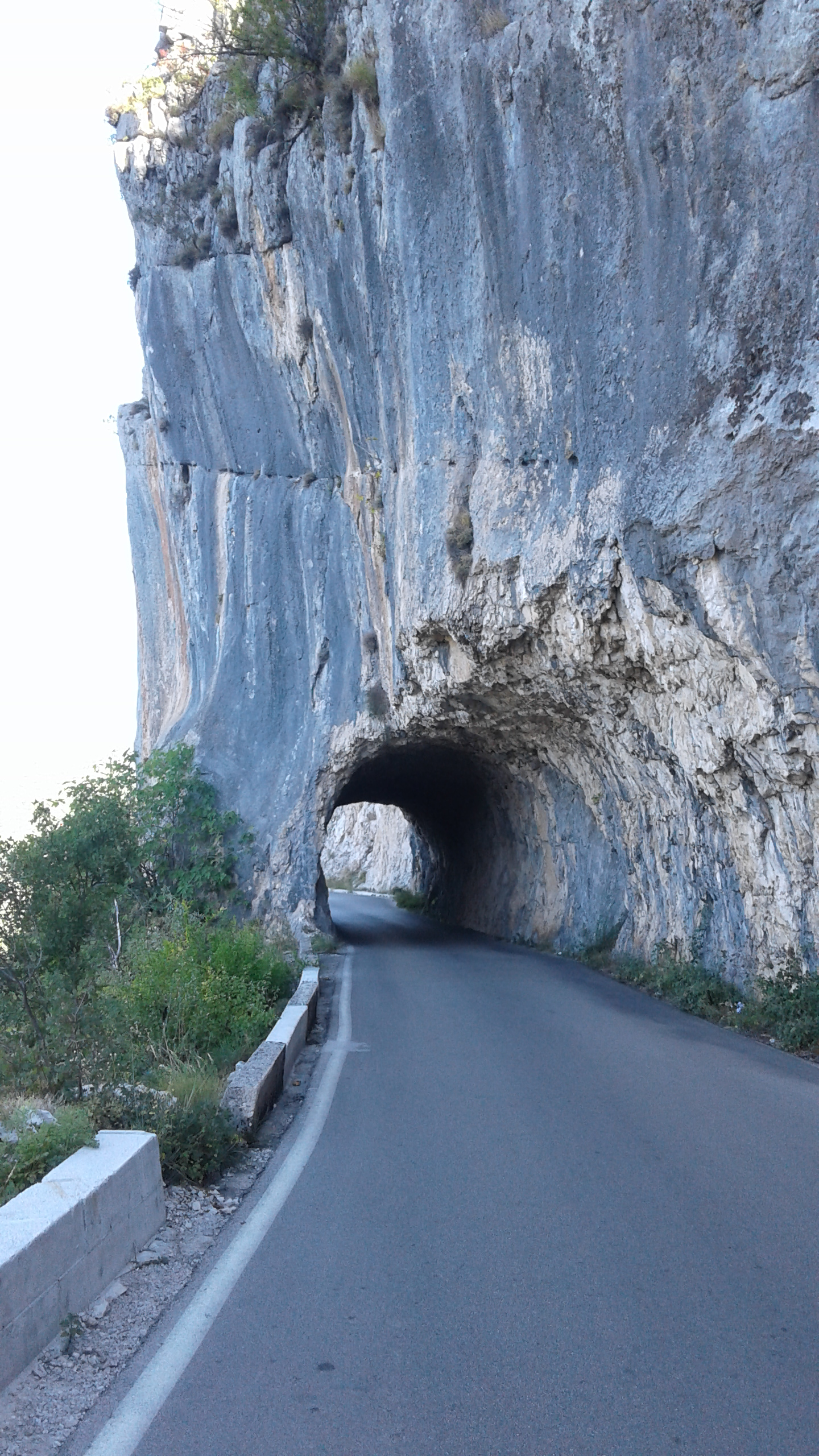
Тоннель у монастыря Острог, сентябрь 2018 года

Категории дорог были пересмотрены в январе 2016 года, в некоторых случаях статус не отвечает качеству. Образцом магистральной дороги признана Колашин — Матешево — Андриевица, участки которой по качеству хуже, чем у региональной дороги Шавник — Жабляк.
Качество дорог, соединяющих Подгорицу и прибрежные города, благодаря построенному Созинскому тоннелю и многочисленным ремонтам дорог около Цетине, Будвы и Бар улучшилось значительно. Так, Созинский тоннель сократил до получаса путешествие из Подгорицы в Бар по времени и сделал поездки более безопасными. На севере дорога Подгорица — Колашин через Морачский каньон, ведущая в Сербию, считается достаточно небезопасной в холодное время года: в качестве альтернативы рассматривается автотрасса A1 Бар — Боляре, которая начала строиться в 2015 году.
Ожидается строительство черногорского участка Адриатическо-Ионической автотрассы как важной транзитной дороги;
предлагается проложить дорогу Подгорица — Гусине, которая будет проходить через северо-запад Албании (Грабом — Вермош) и сократит минимум на полчаса дорогу в Гусине и Плав.
 Ожидается строительство моста Вериге, который соединил бы Которский залив и Адриатическое шоссе.
- Государственные дороги Хорватии[англ.]

### Магистрали
Магистральные дороги соединяют крупные города или экономические регионы. Большая часть магистральных дорог Черногории относится к европейским маршрутам, обозначается в регионе буквой M с номером.
Обычно это асфальтированные однополосные двухсторонние дороги часто с дополнительной полосой. Максимальная скорость движения составляет до 80 км/ч благодаря радиусу поворота, ширина полосы составляет до 3 м.
Следующие европейские магистрали проходят по территории Черногории:
- E 65, E 80 — дороги M-1, M-1.1, M-2 и M-5 ( Дебели-Бриег — Петровац — Сутоморе — Подгорица — Колашин — Беране — Рожае —  Граница с Сербией). Участок Дебели-Бриег — Петровац является одним из черногорских участков Адриатического шоссе.
- E 762 — дороги M-4 и M-3 ( Граница с Албанией — Божай — Тузи — Подгорица — Даниловград — Никшич — Плужине — Шчепан-Поле —  Граница с Боснией и Герцеговиной)
- E 763 — дорога M-2 (Биело-Поле —  Граница с Сербией)
- E 851 — дорога M-1 (Сутоморе — Бар — Круте — Улцинь — Сукобина —  Граница с Албанией). Участок Петровац — Улцинь является одним из черногорских участков Адриатического шоссе.

Список магистралей Черногории:
| Обозначение | Маршрут |
| ----------- | --- |
| M-1         | Дебели-Бриег — Мелине (M-12) — Липци (M-8) — Котор (R-1) — развязка Кртолска (M-11) — Будва (M-10) — Петровац (M-2) — Сутоморе (M-1.1) — Бар — Улцинь (R-22) — Владимир (R-15) — Сукобин                            |
| M-1.1       | Сутоморе (M-1) — Созинский тоннель — Вирпазар (развязка с M-2) |
| M-2         | Петровац (M-1) — Вирпазар (M-1.1 и R15) — Голубовци — Подгорица (M-3 и M-4) — Биоче (R-13) — Миоска (R-21) — Колашин (R-13) — Мойковац (R-10) — Мост-Слиперач (R-11) — Рибаревина (M-5) — Биело-Поле — Барский мост |
| M-3         | Шчепан-Поле — Плужине (R-16) — Ясеново-Поле (M-6) — Вир (R-7) — Никшич (M-7) — Церово (R-23) — Даниловград (R-14) — Подгорица (M-2 и M-10)                                                                          |
| M-4         | Подгорица (M-2) — Тузи — Божай |
| M-5         | Рибаревина (M-2) — Беране (R-2) — Будимля (R-12) — Калаче (R-12) — Рожае (R-5) — Мост-Зелени (R-6) — Драченовац |
| M-6         | Ранче — Трлица (R-11) — Плевля (R-3 и R-18) — Джурджевича-Тара (R-10) — Жабляк — Вирак (R-20) — Пошченский-Край (R-16) — Шавник (R-20) — Ясеново-Поле (M-3)                                                         |
| M-7         | Никшич (M-3) — Риджани (R-17) — Вилуси (M-8 и M-9) — Илийино-Брдо |
| M-8         | Липци (M-1) — Грахово — Вилуси (M-7) |
| M-9         | Вилуси (M-7) — Петровичи — Делеуша |
| M-10        | Подгорица (M-3) — Цетине (R-1) — Будва (M-1) |
| M-11        | Лепетани (паром на M-1) — Тиват — развязка Кртолска (M-1) |
| M-12        | Мелине (M-1) — Петиевичи — Ситница |

### Региональные дороги
Список региональных дорог Черногории приведён ниже:
| Обозначение | Маршрут                                                                                |
| ----------- | -------------------------------------------------------------------------------------- |
| R-1         | Цетине (M-10) — Чекане (R-17) — Негуши — Крстац — Троице — Котор (M-1)                 |
| R-2         | Беране (M-5) — Буча (R-24) — Андриевица (R-19) — Мурино (R-9) — Плав — Гусине — Грнчар |
| R-3         | Плевля (M-6) — Даевица-Хан (R-4) — Металька                                            |
| R-4         | Даевица-Хан (R-3) — Чемерно                                                            |
| R-5         | Рожае (M-5) — / Кула                                                                   |
| R-6         | Мост-Зелени (M-5) — Вуча                                                               |
| R-7         | Вир (M-3) — Крстац                                                                     |
| R-8         | Ресна (R-17) — Грахово — Нудо                                                          |
| R-9         | Мурино (R-2) — / Белуха                                                                |
| R-10        | Джурджевича-Тара (M-6) — Мойковац (M-2)                                                |
| R-11        | Слиепац-Мост (M-2) — Томашево — Павино-Поле — Трлица (M-6)                             |
| R-12        | Будимля (M-5) — Стенице — Калаче (M-5)                                                 |
| R-13        | Биоче (M-2) — Матешево (R-19) — Колашин (M-2)                                          |
| R-14        | Даниловград (M-3) — Чево (R-17)                                                        |
| R-15        | Вирпазар (M-2) — Острос — Владимир (M-1)                                               |
| R-16        | Плужине (M-3) — Трса — Пошченски-Край (M-6)                                            |
| R-17        | Чекане (R-1) — Ресна (R-8) — Чево (R-14) — Риджани (M-7)                               |
| R-18        | Плевля (M-6) — Градац — Шула                                                           |
| R-19        | Матешево (R-13) — Андриевица (R-2)                                                     |
| R-20        | Вирак (M-6) — Тушина (R-21) — Шавник (M-6)                                             |
| R-21        | Миоска (M-2) — Семоль — Боан — Тушина (R-20)                                           |
| R-22        | Улцинь (M-1) — Ада-Бояна                                                               |
| R-23        | Церово (M-3) — Богетичи — Глава-Зете — Даниловград — Спуж — Рогами                     |
| R-24        | Буча (R-2) — Лубнице                                                                   |

## Железные дороги
Общая протяжённость насчитывает 250 км при колее 1435 мм. Узкоколейных дорог нет.

### Сообщение с другими странами
- Сербия: поддерживается, та же ширина колеи, электрифицированные дороги
- Албания: поддерживается, только товарные поезда
- Хорватия: отсутствует
- Босния и Герцеговина: отсутствует

### Структура
Основу составляет дорога Белград — Бар, открытая в 1976 году. Особенностями дороги являются Мост через Мала-Реку, самый высокий железнодорожный мост в мире, и Созинский тоннель протяжённостью 6,2 км. Около трети черногорской части железной дороги проходит через тоннели и мосты. В 1990-е годы из-за бедственного экономического и политического положения в стране состояние дороги ухудшилось, и итогом стала Железнодорожная катастрофа у Биоче 2006 года, в результате которой погибли 47 человек. В связи с этим ведутся ремонтные работы на дороге.
Железная дорога Никшич — Подгорица протяжённостью 56,6 км была построена в 1948 году как узкоколейная дорога и переделана в ширококолейную в 1965 году. В 1992—2012 годах использовалась товарными составами, перевозившими с бокситовых рудников Никшича на Подгорицкий алюминиевый завод. В 2006—2012 годах реконструирована и электрифицирована, по ней начали ходить пассажирские поезда. Максимальная скорость — 75-100 км/ч.
Железная дорога Подгорица — Шкодер, ведшая до Тираны, использовалась преимущественно для грузоперевозок. В 1997 году часть дороги в Албании была разрушена, в 2002 году сообщение восстановлено. Участки дороги ремонтируются с 2009 года, стоимость ремонта составляет 9,7 млн евро.

## Воздушный
В Черногории действуют два крупных международных аэропорта в Подгорице (TGD) и Тивате (TIV). Оба аэропорта были открыты в 2006 году: в Подгорице также возведён новый пассажирский терминал. Пассажиропоток 2017 года в обоих аэропортах составил 2184857 человек, причём именно в этом году пассажиропоток в каждом аэропорту превысил 1 млн человек
Также аэропорты есть в Беране, Жабляке и Никшиче, но используются для внутренних рейсов и не приспособлены для приёма крупных самолётов. ВПП аэропорта Улцинь предусматривает посадку на траву.
Национальный авиаперевозчик (ныне упразднён):
- Montenegro Airlines